# Lijst van voormalige vorstenhuizen
Dit is een lijst met verdwenen, gevallen, afgezette of verdreven koningshuizen.

## Afrikaanse vorstenhuizen
- Baganwa: koningen van Burundi. Afgezet in 1966.
- Hoesseiniden: koningen (bey) van Tunesië. Afgezet in 1957.
- Merina: koningen van Madagaskar. Afgezet in 1896.
- Nyiginya: Mwami (koning) van Ruanda-Urundi (Tutsi). Afgezet in 1960.
- Al-Senussi: koning van Libië. Afgezet in 1969.
- Salomoniden: keizers van Ethiopië. Afgezet in 1974.
- Egypte, koningen van Egypte. Afgezet in 1953.
- Sultanaat Zanzibar, sultans van Zanzibar. Afgezet in 1964.

### Algerije
- Fatimiden: kaliefen van Egypte van 901 tot 1015, veroverd op de Hammamiden
- Ziriden: Berberse dynastie die van 972 tot 1148 over Tunesië en het oosten van Algerije heerste
- Hammadiden: sultans van Algerije van 1015 tot 1152, geannexeerd door Marokko (Almohaden)
- Zayyaniden: sultans van Algerije van 1236 tot 1543 en veroverd door Ottomaanse Rijk.
- Osmanli: sultans van het Osmaanse Rijk van 1544 tot 1830, veroverd door Frankrijk

### Ethiopië
- Salomo: koningen van Aksum van 204 v.Chr. tot 927 n. Chr.
- Zagwe: keizers van Abbesinië van 916 tot 1270
- Salomo: keizers van Abbesinië van 1270 tot 1868
- Zagwe: keizers van Abbesinië van 1868 tot 1871
- Tigray: keizers van Abbesinië van 1871 tot 1889
- Salomo: keizers van Abbesinië van 1889 tot 1974

### Marokko
- Idrisiden: sultans van Marokko van 789 tot 974 en vervalt aan de kalifaat van de Fatimiden.
- Magharawa: sultans van Marokko van 987 tot 1070 over naar de Almoraviden.
- Almoraviden: sultans van Marokko van 1073 tot 1147
- Almohaden: sultans van Marokko van 1147 tot 1269 afgezet door de Meriniden.
- Meriniden: sultans van Marokko van 1258 tot 1465
- Wattasiden: sultans van Marokko van 1472 tot 1549
- Saadiden: sultans van Marokko van 1511 tot 1659
- Saadiden: sultans van Marokko van 1610 tot 1641

### Soedan
- Meroë: koningen van Napata van 970 tot 593
- Meroë: koningen van Meroë van 593 v.Chr. tot 355 na Chrsitus
- Ayyubiden: kaliefen van het Ayyubiden-rijk waaronder Egypte en Soedan van 1174 tot 1210
- Mammeluken: kaliefen van het Mammeluken-rijk van 1293 tot 1304
- Funj: sultans van Sennar van 1503 tot 1601 en 1607 tot 1821
- Pasha Khedive en koning van Egypte 1821 tot 1953

### Tunesië
- Omajjaden: kaliefen van Andalusië van 647 tot 800
- Aghlabiden: emir van Tunesië van 800 tot 909
- Fatimiden: kaliefen van Egypte van 909 tot 1160 veroverd door Sicilië
- Hafsiden: gouverneurs van de Almohaden van 1207 tot 1222 en 1224 tot 1228
- Almohaden: sultans van Marokko van 1222 tot 1224
- Meriniden: sultans van Marokko van 1228 tot 1465
- Wattasiden: sultans van Marokko van 1465 tot 1543 wisselend tussen Sicilië en de Ottomanen
- Osmanli: sultans van het Osmaanse Rijk van 1574 tot 1881 daarna aan
- Hoesseiniden: Bey en koning van Tunesië onder heerschappij van Frankrijk van 1956 tot 1957

## Amerikaanse vorstenhuizen

### Brazilië
- Huis Bragança: keizers van Brazilië 1822-1889, afgezet

### Haiti
- Huis Dessalines: keizer van Haïti 1804-1806, afgezet
- Huis Christophe: koning/keizer van Haïti 1811-1820, afgezet
- Huis Soulouque: keizer van Haïti 1849-1859, afgezet

### Mexico
- Huis Iturbide: keizer van Mexico 1822-1823
- Huis Habsburg: keizers van Mexico 1864-1867, afgezet

## Aziatische vorstenhuizen
- Joseon: koningen en later keizers van Korea. Afgezet in 1919.
- Hasjemiet: koningen van Irak tot 1958.
- Konbaung: koningen van Myanmar. Afgezet in 1885.
- Lao: koningen van Laos. Afgezet in 1975 door de communisten.
- Manghit: emirs van Bukhara. Afgezet in 1920 door de communisten.
- Mogol: keizers van het Mogolrijk. Afgezet in 1857 door de Britten.
- Namgyal: koningen van Sikkim. Afgezet in 1975.
- Osmanli: verstoten in Turkije in 1922.
- Qasimi: koningen van Jemen tot 1962.
- Shah: koningen van Nepal. Afgezet op 28 mei 2008, zie Nepalese Burgeroorlog.

### Afghanistan
- Durraniden: keizers en koningen van het Durrani-rijk 1747-1823, afgezet
- Barakzai: emirs en koningen van Koninkrijk Afghanistan 1823-1973, afgezet

### China
- Shang-dynastie: traditioneel 1766-1122 v.Chr., volgens de Chronologie Xia-Shang-Zhou ca. 1600-1046 v.Chr.
- Zhou-dynastie (Huis Ji): afgezet in 256 v.Chr., verdeeld over:
  - Westelijke Zhou-dynastie: ca. 1046-771 v.Chr.
  - Oostelijke Zhou-dynastie: ca. 770-256 v.Chr.
- Qin-dynastie: afgezet 207 v.Chr
- Han-dynastie: 206 v.Chr.-220 n.Chr., verdeeld over:
  - Westelijke Han-dynastie: afgezet in 8 n.Chr.
  - Oostelijke Han-dynastie: in 220 valt hun rijk uiteen in drie koninkrijken
- Xin-dynastie (Huis Wang): 9-23 n.Chr., afgezet
- Jin-dynastie (Huis Sima): 265-420, afgezet; hierna volgde de periode van de Zuidelijke en Noordelijke Dynastieën
- Zuidelijke Dynastieën:
  - Liu Song-dynastie: 420-479
  - Zuidelijke Qi-dynastie: 479-502
  - Liang-dynastie: 502-557
  - Chen-dynastie: 557-589
  - Westelijke Liang-dynastie: 555-587
- Noordelijke Dynastieën:
  - Noordelijke Wei-dynastie: 386-535
  - Oostelijke Wei-dynastie: 534-550
  - Noordelijke Qi-dynastie: 550-577
  - Westelijke Wei-dynastie: 535-556
  - Noordelijke Zhou-dynastie 557-581
- Sui-dynastie: gevallen in 618
- Tang-dynastie (Huis Li): 618-690 en 705-907, afgezet
- Wu Zhou-dynastie (Tweede Zhou-dynastie): 690-705, afgezet
- Liao-dynastie: 907-1125
- Song-dynastie (Huis Zhao): 960-1279, verdeeld over:
  - Noordelijke Song-dynastie: 960-1127 in Noord-China
  - Zuidelijk Song-dynastie: 1127-1279 in Zuid-China; de laatste keizer vluchtte voor de Mongolen in 1276 en werd uiteindelijk verslagen in 1279
- Jin-dynastie: 1115-1234 in Noord-China; afgezet door de Mongolen in 1234
- Yuan-dynastie: 1279 in heel China, afgezet in 1368
- Ming-dynastie (Huis Zhu): 1368, afgezet in 1644 (zie val van de Ming-dynastie)
- Qing-dynastie: afgezet in 1911, abdicatie in 1912

### Mantsjoerije
- Fuyu: koningen van Noord-Mantsoerije van 100 v. Chr tot 347 n. Christus.
- Yen: koningen van Mantsoerije van 348 tot 557
- Verschillende: koningen van Bo-Hai (land) vazalstaat van China, van 557 tot 927
- Liao: onderdeel van keizerrijk Kitan van 927 tot 1125
- Juchen: onderdeel van keizerrijk van Chin van 1115 tot 1559
- Ch'ing: koningen van Mantsoerije van 1559 tot 1661
- Kang te: keizers van China en Manchuko van 1934 tot 1945

### Mongolië
- Verschillende: Bogdo Gegeen (spirituele leiders) van Mongolië van 1759 tot 1917 afgezet en van 1921 tot 1924 afgezet
- Borjegin: Wang (koningen) van Mongolië van 950 tot 1634
- Hori-Tumat: Leidster van Mongolië tot 950

### Perzië (Iran)
- Achaemeniden: koningen van Perzië 559-330 v.Chr.
- Seleuciden: koningen van het Seleucidische Rijk 333-63 v.Chr.
- Arsaciden: koningen van de Parthen 247 v.Chr.-224 n. Chr.
- Sassaniden: sjahs van Perzië 224-651, afgezet
- Tahiriden: gouverneurs van Khorasan (Oost-Perzië) 821-873
- Samaniden: emirs in Oost-Perzië 819-999
- Saffariden: emirs van Zaranj (Oost-Perzië) 861-1003
- Ghaznaviden: sultans in Oost-Perzië 961-1186
- Seltsjoeken: sultans in West-Perzië 1038/1118-1194
- Chorasmiden: sjahs van Perzië van 1156-1231
- Dzjengiziden: kans van Perzië 1266-1343
- Timoeriden: kans van Perzië 1370-1507
- Safawieden: sjahs van Perzië 1501-1722 en 1729-1736
- Afshariden: sjahs van Perzië 1736-1796
- Hotakiden: sjahs van Perzië 1722-1729
- Zand-dynastie: sjahs van (West-)Perzië 1750-1796
- Kadjaren: sjahs van Perzië 1796-1925
- Pahlavi: sjahs van Perzië (Iran) 1925-1979

### Vietnam
- Hồng Bàng-dynastie: 2879-258 v.Chr.
- Trieu-dynastie: 207-111 v.Chr.
- Vroegere Ly-dynastie: 544-602 n.Chr.
- Ngo-dynastie: 939-967
- Đinh-dynastie: 968-980
- Vroegere Le-dynastie: 980-1009
- Lý-dynastie: 1009-1225
- Tran-dynastie: 1225-1400
- Ho-dynastie: 1400-1407
- Latere Tran-dynastie: 1407-1413
- Latere Le-dynastie: ca. 1428-1527 en 1533-1788
- Mac-dynastie: 1527-1592
- Nguyen-dynastie: 1802-1945, geabdiceerd

## Europese vorstenhuizen
De geschiedenis van Europa zit ingewikkeld in elkaar, staten komen en gaan en koningen, komen en gaan. Hieronder volgt een lijst van Europese koningshuizen per land, dit omdat er dan een overzicht ontstaat. Er kan ook worden gekeken naar de geschiedenis van het land.

### Albanië
- Huis Zogoe: koningen van Albanië, afgezet na annexatie door Italië in 1939

### Bohemen
- Přemysliden: hertogen en koningen van Bohemen, uitgestorven in 1306
- Huis Habsburg: koningen van Bohemen uitgestorven 1306-1310, 1437-1457, 1526-1619 en 1620-1918, afgezet
- Huis Luxemburg: koningen van Bohemen 1310, uitgestorven in 1437
- Jagiellonen: koningen van Bohemen 1471, uitgestorven in 1526

### Bulgarije
- Doelo-dynastie: khans van het Eerste Bulgaarse Rijk van 681-753
- Vokil-dynastie: khans van het Eerst Bulgaarse Rijk 753-768
- Kroem-dynastie: khans, vorsten en koningen van het Eerste Bulgaarse Rijk 768-991
- Kometopoeli-dynastie: tsaren van het Eerste Bulgaarse Rijk 997-1018, afgezet
- Asen-dynastie: tsaren van het Tweede Bulgaarse Rijk 1185-1280
- Terter-dynastie: tsaren van het Tweede Bulgaarse Rijk 1280-1322
- Sjisjman-dynastie: tsaren van het Tweede Bulgaarse Rijk 1322-ca. 1422
- Huis Battenberg: vorst van Bulgarije 1879, afgezet in 1886
- Huis Saksen-Coburg en Gotha: vorsten en koningen van Bulgarije 1887, verstoten in 1946

### Byzantium
- Constantijnse dynastie: keizers van het Oost-Romeinse Rijk 306-363
- Valentiniaanse dynastie: (tegen)keizers van het Oost-Romeinse Rijk 364-366
- Theodosiaanse dynastie: keizers van het Byzantijnse Rijk 379-457
- Thracische dynastie: keizers 457-518
- Justiniaanse dynastie: keizers 518-602
- Heracliden: keizers 610-711
- Syrische dynastie: keizers 717-802
- Amorische dynastie: keizers 820-867
- Macedonische dynastie: keizers 867-1055
- Komnenen: keizers 1057-1059 en 1081-1185
- Doukai: keizers 1059-1081
- Angeloi: keizers 1185-1204
- Laskariden: keizers 1204-1261
- Paleologen: keizers 1259-1453, Byzantijnse Rijk wordt veroverd door het Ottomaanse Rijk in 1453

### Denemarken
- Folkung: koningen van Denemarken uitgestorven in 1412
- Jelling: Koningen van Denemarken overgegaan in 1157
- Olaf: Vikingen / Koningen van Denemarken uitgestorven in 958
- Greifen: koning van Denemarken afgezet in 1439
- Waldemar: koningen van Denemarken afgezet in 1376
- Wittelsbach: koning van Denemarken afgezet in 1448

### Duitsland
- Habsburg: keizers van het Heilige Roomse Rijk afgezet in 1291, in 1308, in 1330, 1740 en in 1806
- Hohenstaufen: keizers van het Heilige Roomse Rijk uitgestorven in 1254
- Hohenzollern: keizers van Duitsland afgezet in 1918
- Liudolfingische Huis: keizers van het Heilige Roomse Rijk, uitgestorven in 1024
- Salische Huis: keizers van het Heilige Roomse Rijk, uitgestorven in 1125
- Wittelsbach: keizers van het Heilige Roomse Rijk afgezet in 1347 en in 1745

Verschillende huizen van Duitsland:
- Holland: keizer van het Heilige Roomse Rijk in 1256
- Nassau: keizer van het Heilige Roomse Rijk in 1298
- Luxemburg: keizers van het Heilige Roomse Rijk afgezet in 1313, in 1400 en uitgestorven in 1438

Duitse staten
- Zähringen: groothertogen van Baden afgezet in 1918
- Welfen: hertogen van Beieren afgezet in 1139 en in 1180
- Wittelsbach: koningen van Beieren afgezet in 1918
- Ydulfingen: groothertogen van Hessen afgezet in 1918
- Obotriten: groothertogen van Mecklenburg afgezet in 1918
- Oldenburg: groothertogen van Oldenborg afgezet in 1918
- Hohenzollern: koningen van Pruisen afgezet in 1918
- Wettin: allen afgezet in 1918
  - koningen van Saksen
  - hertogen van Saksen-Altenburg
  - hertogen van Saksen-Coburg en Gotha
  - hertogen van Saksen-Meiningen
  - groothertogen van Saksen-Weimar-Eisenach

- Welfen: graven van Saksen afgezet in 1138 en 1180
- Württemberg: koningen van Württemberg afgezet in 1918
- Ascaniërs: hertogen van Anhalt afgezet in 1918
- Hannover: hertogen van Brunswijk afgezet in 1918
- Lippe:
  - vorsten van Lippe afgezet in 1949
  - vorsten van Schaumburg-Lippe afgezet in 1918

- Reuss: vorsten van de staat Reuss afgezet in 1918
- Schwarzburg: allen afgezet in 1918
  - vorsten van Schwarzburg-Rudolstadt
  - vorsten van Schwarzburg-Sondershausen

- Waldeck: vorsten van Waldeck-Pyrmont afgezet in 1918

### Frankische Rijk
- Merovingen: koningen van het Frankische Rijk 447-751
- Karolingen: koningen en keizers van het Frankische Rijk 751-840, zie verder Frankrijk en Duitsland

### Frankrijk
- Karolingen: koningen van het West-Frankische Rijk 840-922 en 936-987, uitgestorven
- Robertijnen: koningen en regenten van het West-Frankische Rijk 887-898 en 922-923
- Bosoniden: koning van het West-Frankische Rijk 923-936, uitgestorven
- Huis Capet: koningen van Frankrijk 987-1328, uitgestorven in rechte mannelijke lijn
- Huis Valois: koningen van Frankrijk 1328-1589, uitgestorven in rechte mannelijke lijn
- Huis Bourbon: koningen van Frankrijk 1589-1795, afgezet, opnieuw 1814-1815, afgezet, opnieuw 1815-1830,afgezet
- Huis Bonaparte: keizers der Fransen 1804-1814/1815, afgezet, opnieuw 1852-1870, afgezet
- Huis Orléans: koning der Fransen 1830-1848, afgezet

### Griekenland
- Agiaden: een Spartaans koningshuis in het oude Griekenland,
- Huis Wittelsbach: een koning van Griekenland verstoten in 1861,
- Huis Sleeswijk-Holstein-Sonderburg-Glücksburg: koning van Griekenland verstoten in 1973.

### Groot-Brittannië
Op het eiland Groot-Brittannië bestonden verschillende vorstendommen die in de loop van de tijd tot één staat verenigd werden.

#### Engeland (927-1707)
- Huis Wessex: koningen van Engeland 927-1013, 1014-1016 en 1042-1066
- Huis Denemarken: koningen van Engeland 1013-1014 en 1016-1042
- Huis Normandië: koningen van Engeland 1066-1154
- Huis Plantagenet: koningen van Engeland 1154-1399
- Huis Lancaster: koningen van Engeland 1399-1461 en 1470-1471
- Huis York: koningen van Engeland 1461-1470 en 1471-1485
- Huis Tudor: koningen van Engeland 1485-1603, uitgestorven
- Huis Stuart: koningen van Engeland 1603-1649 en 1660-1707
- Huis Oranje-Nassau: koning van Engeland 1694-1702, zie verder Koninkrijk van Groot-Brittannië

#### Schotland (ca. 843-1707)
- Huis Alpin: koningen van Schotland ca. 843-1058
- Huis Dunkeld: koningen van Schotland 1058-1290
- Huis Balliol: koning van Schotland 1292-1296
- Huis Bruce: koningen van Schotland 1306-1371
- Huis Stuart : koningen van Schotland 1371-1707, zie verder Koninkrijk van Groot-Brittannië

#### Wales
- Powys: koningen en prinsen van Wales, uitgestorven in 1160
- Deheubarth: koningen en prinsen van Wales, uitgestorven in 1271
- Gwynedd: koningen van Wales, uitgestorven in 1378

#### (Verenigd) Koninkrijk Groot-Brittannië (1707-1801)
- Huis Stuart: koning van Groot-Brittannië 1707-1714, uitgestorven
- Huis Hannover: koningen van Groot-Brittannië 1714-1801

#### Verenigd Koninkrijk van Groot-Brittannië en (Noord-)Ierland (1801-heden)
- Huis Hannover: koningen van het Verenigd Koninkrijk van Groot-Brittannië en Ierland 1801-1901
- Huis Saksen-Coburg-Gotha: koningen van het Verenigd Koninkrijk 1901-1917; feitelijk is dit geen voormalig koningshuis, maar werd de naam na 1917 veranderd in Windsor, dat nog steeds regeert

### Hongarije
- Árpáden: vorsten en koningen van Hongarije 895-1038 en 1047-1301, uitgestorven
- Přemysliden: koningen van Hongarije 1301-1305
- Huis Wittelsbach: koning van Hongarije 1305-1308
- Huis Anjou-Sicilië: koningen van Hongarije 1308-1395
- Huis Luxemburg: koning van Hongarije 1387-1437
- Huis Habsburg: koningen van Hongarije 1437-1439, 1444-1457 en 1503-1918
- Huis Jagiello: koningen van Hongarije 1440-1444 en 1490-1526
- Huis Hunyadi: koning van Hongarije 1458-1490

### Ierland
- Uí Néill: koningen van Tara en delen van Ulster. Verslagen in 1603. Gevlucht in 1607.

### Italië
- Karolingen: koningen van Italië 781-888 en 894-899
- Unruochingen: koning van Italië  888-889, 896-901 en 905-924
- Bosoniden: koningen van Italië 901-902 en 926-950
- Welfen: koning van Italië 922-926
- Huis Ivrea: koningen van Italië 950-963
- Huis Bonaparte: koningen van Italië 1805, afgezet 1814
- Huis Savoye: koningen van Italië 1861, afgezet 1946

#### Beide Siciliën
- Huis Bourbon: koningen van Beide Siciliën 1816, afgezet 1861

#### Ferrara
- Huis Este: heren en hertogen van Ferrara 1264, in rechte mannelijke lijn uitgestorven 1597

#### Guastalla
- Huis Torelli: heren en graven van Guastalla 1406-1539
- Huis Gonzaga: graven en hertogen van Guastalla 1539-1746
- Huis Bonaparte: hertogin van Guastalla 1806-1815

#### Lucca
- Huis Bonaparte: vorsten van Lucca en Piombino 1805-1815
- Huis Bourbon: hertogen van Lucca 1815-1847

#### Piombino
- Huis Appiano: heren en vorsten van Piombino 1399-1628
- Huis Ludovisi: vorsten van Piombino 1628-1700
- Huis Boncompagni-Ludovisi: vorsten van Piombino 1701, afgezet 1799/1805

#### Mantua
- Huis Bonacolsi: kapiteins-generaal (heren) van Mantua 1276-1328
- Huis Gonzaga: heren, markgraven en hertogen van Mantua 1328-1708, uitgestorven

#### Milaan
- Huis Visconti: heren en hertogen van Milaan 1294, uitgestorven in mannelijke lijn 1447
- Huis Sforza: hertogen van Milaan 1450-11499, 1500, 1512-1515, 1521-1524 en 1525-1535, uitgestorven
- Huis Valois: hertogen van Milaan 1499-1512, 1515-1521, 1524-1525
- Huis Habsburg: hertogen van Milaan 1535-1796, afgezet, 1799 opnieuw, afgezet 1800

#### Modena
- Huis Este: heren en hertogen van Modena 1452, afgezet 1796
- Huis Oostenrijk-Este: hertogen van Modena 1814, afgezet 1859

#### Monferrato
- Huis der Aleramiden, markgraven van Monferrato 967, uitgestorven 1305
- Huis Paleologo, markgraven van Monferrato 1305, uitgestorven 1530
- Huis Gonzaga: markgraven en hertogen van Monferrato 1536, uitgestorven 1708

#### Napels
- Huis Hauteville: graven en hertogen van Apulië, vervolgens koningen van Napels ca. 1035, uitgestorven 1198
- Huis Hohenstaufen: koningen van Napels 1198-1266
- Huis Anjou: koningen van Napels 1266-1442
- Huis Trastámara: koningen van Napels 1442-1516
- Huis Habsburg (Spaanse tak): koningen van Napels 1516-1700
- Huis Bourbon: koning van Napels 1700-1713, 1735-1806 en 1814-1816
- Huis Savoye: koning van Napels 1713-1720
- Huis Habsburg (Oostenrijkse tak): koning van Napels 1720-1735
- Huis Bonaparte: koning van Napels

#### Parma
- Huis Farnese: hertogen van Parma 1545, uitgestorven in mannelijke lijn 1731
- Huis Bourbon: hertog van Parma 1731-1735
- Huis Habsburg: hertogen van Parma 1735-1748 en 1814-1847
- Huis Bourbon-Parma: hertogen van Parma 1748-1802 en 1847-1860, afgezet

#### Sardinië
- Huis Savoye: koningen van Sardinië 1720-1861

#### Sicilië
- Huis Hauteville: graven en koningen van Koninkrijk Sicilië 1071, uitgestorven 1198
- Huis Hohenstaufen: koningen van Sicilië 1198-1266
- Huis Anjou: koningen van Sicilië 1266-1282
- Huis Barcelona: koningen van Sicilië 1282-1410, uitgestorven
- Huis Trastámara: koningen van Sicilië 1412-1516
- Huis Habsburg (Spaanse tak): koningen van Sicilië 1516-1700
- Huis Bourbon: koning van Sicilië 1700-1713, 1735-1816
- Huis Savoye: koning van Sicilië 1713-1720
- Huis Habsburg (Oostenrijkse tak): koning van Sicilië 1720-1735

#### Toscane/Florence
- Huis De' Medici: heren van Florence en hertogen Florence, vervolgens hertogen en groothertogen van Toscane 1434-1494, 1512-1527 en 1530-1737, uitgestorven
- Huis Habsburg-Lotharingen: groothertogen van Toscane 1737-1801 en 1814-1860, afgezet
- Huis Bourbon-Parma: koningen van Etrurië 1801-1807
- Huis Boaparte: groothertogin van Toscane 1808-1814, afgezet

### Joegoslavië
In 1918 werd uit delen van het voormalige Oostenrijk-Hongarije en het Ottomaanse Rijk, het koninkrijk Servië en het vorstendom Montenegro het Koninkrijk der Serven, Kroaten en Slovenen gevormd, dat vanaf 1929 Joegoslavië ging heten.
- Huis Karađorđević: koningen van Koninkrijk Joegoslavië 1918, afgezet in 1945

#### Bosnië
- Kotromanić: bans en koningen van Bosnië, uitgestorven in 1463

#### Kroatië
- Trpimirović-dynastie: hertogen en koningen van Kroatië 845, afgezet in 1091
- Huis der Árpáden: koningen van Kroatië; hierna personele unie met Hongarije
- Huis Frankopan: gedurende de middeleeuwen verschillende bans van Kroatië
- Huis Zrinski: gedurende de middeleeuwen verschillende bans van Kroatië

#### Montenegro
- Huis Petrović: vladika’s, vorsten en koningen van Montenegro 1851-1918, afgezet 1918

#### Servië
- Huis Obrenović: vorsten en koningen van Servië 1815-1842, afgezet, opnieuw 1882-1903, uitgestorven 1903
- Huis Karađorđević: vorsten en koningen van Servië 1842-1858, afgezet,  opnieuw 1903-1918, daarna koningen van Koninkrijk Joegoslavië, zie hierboven

### Luxemburg
- Huis Ardennen: graven van Luxemburg 963, uitgestorven in 1136
- Huis Namen: graven van Luxemburg 1136-1196 en 1197-1247 uitgestorven in 1247
- Huis Hohenstaufen: graaf van Luxemburg 1196-1197
- Huis Limburg-Luxemburg: graven en hertogen van Luxemburg 1247-1437
- Huis Habsburg: hertogen van Luxemburg 1437-1795, afgezet
- Huis Oranje-Nassau: groothertogen van Luxemburg 1815, uitgestorven in mannelijke lijn in 1890

### Nederlanden
- Valois-Bourgondië: heersers over de Bourgondische Nederlanden, in 1482 uitgestorven en overgegaan op Habsburg
- Wettin - Albertijnse linie: hertogen van Saksen die heersten als erfpotestaten van Friesland, verstoten in 1515
- Egmont: hertogen van Gelre, verstoten in 1473, meermaals hersteld en ten slotte in 1538 uitgestorven
- Van der Mark: hertogen van Gelre, verstoten in 1543
- Habsburg: heer der Nederlanden, afgezet met het Plakkaat van Verlatinghe in 1581
- Oranje-Nassau: prinsen als stadhouders van de gewesten, uitgestorven in 1702, voortgezet vanuit Nassau-Dietz tot de Franse Tijd 1795
  - Nassau-Dillenburg: graven als stadhouders van de noordelijke gewesten, uitgestorven in 1620 en overgegaan op Nassau-Dietz
  - Nassau-Dietz: graven, later vorsten als stadhouders van de noordelijke gewesten, lijfden in 1702 de titel Oranje-Nassau in
- Bonaparte: koningen van Holland 1806–1810, daarna keizers der Fransen, verstoten in 1813

### Noorwegen
- Ynglinge: koningen van Noorwegen ca. 880, uitgestorven in 1184
- Sverre: koningen van Noorwegen uitgestorven in 1387

### Oostenrijk
- Habsburg: keizers van Oostenrijk en koningen van Hongarije verstoten in 1918

### Polen
- Bàthory: koning van Polen afgezet in 1586
- Capet: koningen van Polen afgezet in 1399
- Jagiello: koningen van Polen afgezet in 1572
- Piasten: hertogen en groothertogen van Polen afgezet in 1296 en in 1370
- Přemysliden: koningen van Polen afgezet in 1306
- Wasa: koningen van Polen afgezet in 1688
- Wettin: koningen van Polen afgezet in 1763

### Portugal
- Huis Bourgondië: graven en koningen van Portugal 1095, in mannelijke lijn uitgestorven in 1383
- Huis Aviz: koningen van Portugal 1383, uitgestorven in mannelijke lijn in 1580
- Huis Habsburg: koningen van Portugal 1580, afgezet in 1640
- Huis Bragança: koningen van Portugal 1640, uitgestorven in mannelijke lijn in 1853
- Bragança-Saksen-Coburg-Gotha: koningen van Portugal 1853, afgezet in 1910

### Roemenië
- Huis Cuza: vorst van Roemenië 1862, afgezet 1866
- Hohenzollern-Sigmaringen: vorsten en koningen van Roemenië 1866, afgezet 1947

### Rusland
- Romanov: Tsaren van 1613 tot 1917
- Rurikovich: Groot-prinsen van Rusland van 1362 tot 1574 en in 1598
- Soezdal: Groot-prinsen van Rusland tot 1362

### Spanje
Spanje ontstond rond 1506, toen de kronen van Castilië en Aragón onder één vorst verenigd werden. Hoewel de naam Spanje hierna al wel gebezigd werd, was er pas officieel sprake van het koninkrijk Spanje vanaf 1716.
- Huis Trastámara: koningen van Spanje 1508, uitgestorven in 1555
- Huis Habsburg: koningen van Spanje 1504, Spaanse linie uitgestorven in 1700
- Huis Bonaparte: koning van Spanje 1808 afgezet in 1813
- Huis Savoye-Aosta: koning van Spanje 1871, afgezet in 1873

#### Aragón
- Huis Jiménez: koningen van Aragón 1035, uitgestorven in 1162
- Huis Barcelona, koningen van Aragón 1162, uitgestorven in 1410
- Huis Trastámara: koningen van Aragón 1412-1515

#### Castilië
- Huis Trastámara: koningen van Castilië 1369-1506

#### Navarra
- Huis Iñiguez: koningen van Navarra ca. 824, uitgestorven in 905
- Huis Jiménez: koningen van Navarra 905, uitgestorven in 1234
- Huis Champagne: koningen van Navarra 1234, uitgestorven in mannelijke lijn in 1274
- Huis Capet: koningen van Navarra 1305-1349
- Huis Évreux: koningen van Navarra 1349-1441
- Huis Trastámara: koningen van Navarra 1441, uitgestorven in 1479
- Huis Foix: koningen van Navarra 1479-1483
- Huis Albret: koningen van Navarra 1483-1572
- Huis Bourbon: koningen van Navarra 1572, Navarra bij Frankrijk gevoegd 1620

### Zweden
- Folkung: koningen van Zweden afgezet in 1359
- Hessen-Kassel: koning van Zweden afgezet in 1751
- Mecklenburg: koning van Zweden afgezet in 1389
- Stenkil: koningen van Zweden afgezet in 1130
- Sverker: koningen van Zweden afgezet in 1250
- Uppsala: koningen van Zweden afgezet in 1060
- Wasa: koningen van Zweden afgezet in 1654